# Batalla de San Joaquín
La Batalla de San Joaquín tuvo lugar en 26 de diciembre de 1858 en el municipio de Cuauhtémoc en el estado de Colima, México, entre elementos del ejército liberal, al mando del general Santos Degollado y elementos del ejército conservador comandados por el general Miguel Miramón durante la Guerra de Reforma.

## Batalla
Al ser informado Santos degollado de la llegada de Miramón a la plaza de Colima el 25 de diciembre y de la retirada del general Contreras Medellín, gobernador del estado, decidió defender la plaza en manos republicanas, sin embargo Miramón se adelantó al encuentro, encontrando a Degollado en la hacienda de San Joaquín al siguiente día donde se desarrolló la batalla. 

## Resultado
La victoria correspondió al bando conservador que logró dispersar al general Degollado de la región, asegurando la seguridad de la ciudad de Guadalajara, por lo que Santos Degollado tuvo que retirarse con dirección a Morelia. Cayeron prisioneros por los republicanos Daniel Larios Cárdenas, quién fue diputado por Colima al Congreso de la Unión y el entonces secretario general de gobierno así como Encarnación Reyes, que era el alcalde del lugar, siendo ambos fusilados. Las fuerzas conservadoras recuperaron parque y armamento en las posiciones de la barranca de Beltrán, volviendo a Guadalajara, a donde llegó el 30 de diciembre. A raíz de esta victoria, quedó en Colima como gobernador el coronel conservador José María Mendoza. 
A la entrada del general Miguel Miramón en la Ciudad de México el 7 de enero, se le hicieron a este una serie de recibimientos triunfales por el gobierno conservador y uno de ellos fue un himno referente a las batallas que Miramón en Colima. Al presenciar los fuegos artificiales en el Palacio Nacional, se escuchó la entonación del himno nacional, al cual se le habían agregado algunas estrofas en su honor (Principalmente en las I), que se muestran a continuación, estas escritas por el mismo Francisco González Bocanegra. 
"Al Excmo. Sr. Presidente de la República, D. Miguel Miramón, en su entrada a México, después de la campaña de Colima."
| Coro -¡Gloria! ¡gloria al invicto guerrero, de la Patria defensa y honor! ¡Gloria! ¡gloria! que Anáhuac entero lo proclama doquier vencedor. | Estrofa I -Bello lauro la Patria coloca en las sienes del joven caudillo, que sus armas cubiertas de brillo por doquiera triunfantes llevó. De Colima en las altas montañas y en los campos también de la Estancia, de vil turba la necia arrogancia con su espada en el polvo la hundió. Coro |